# Bildhuggarens dvärggalax
Bildhuggarens dvärggalax är en dvärgsfäroidgalax i Bildhuggarens stjärnbild som är en av Vintergatans satellitgalaxer. Den är mycket äldre än Vintergatan och upptäcktes 1937 av den amerikanske astronomen Harlow Shapley med hjälp av 24-tums Bruce-refraktorn vid Boyden-observatoriet. Den ligger cirka 290 000 ljusår från solsystemet. Dvärggalaxen innehåller endast 4 procent av kol och andra tunga grundämnen i Vintergatan, vilket gör den lik primitiva galaxer som ses vid universums utkant.

## Metallicitet
Metalliciteten hos Bildhuggardvärgen verkar vara uppdelad i två distinkta grupper, en med [Fe/H] = −2,3 och den andra med [Fe/H] = −1,5. I likhet med många av de andra galaxerna i den lokala gruppen verkar det äldre metallfattiga segmentet vara mer utsträckt än det yngre metallrika segmentet. Med hjälp av kosmologiska numeriska simuleringar har det nyligen (2015) hävdats att Bildhuggargalaxens två distinkta stjärnpopulationer skulle vara det tydliga tecknet på en tidigare sammanslagning mellan denna och en annan liten dvärggalaxföljeslagare.
Bildhuggardvärgen är hemvist för den mest metallfattiga stjärnan utanför Vintergatan, känd som AS0039, med en metallicitet på [Fe/H] = −4,11. Till skillnad från andra kända metallfattiga stjärnor har den en låg kolhalt och ett ovanligt förhållande av alfaelement, vilket tyder på att den kan ha bildats till följd av en hypernova av en stjärna i population III.

## Mätningar
Med hjälp av observationer från både Hubbleteleskopet och Gaia med 12 års mellanrum kartlades cirka 100 stjärnor i galaxen korrekt, och 3D-rörelser hos cirka 10 av dessa stjärnor gör det möjligt att kartlägga även banor.